# Иван Карић
Иван Карић (Обреновац, 19. септембар 1975) је српски политичар. Он је лидер Зелених Србије и тренутно служи свој пети мандат у Народној скупштини Републике Србије. Од 2017. до 2022. године био је државни секретар у Министарству заштите животне средине Републике Србије. Карић је члан посланичке групе Социјалистичке партије Србије (СПС).

## Младост и каријера
Карић је рођен у београдској општини Обреновац, у тадашњој Социјалистичкој Републици Србији у Социјалистичкој Федеративној Републици Југославији. Дипломирао је инжењерски смер на одсеку за геологију Рударско-геолошког факултета Универзитета у Београду, био је председник Младих истраживача Србије од 2001. до 2005. године, а од 2004. до 2008. године био је заменик директора Фонда за заштиту животне средине Обреновца. Карић је радио за јавно водоводно предузеће Београдводе од 2008. до 2012. године, где је обављао функцију саветника генералног директора и шефа одбране од поплава за град Београд.

## Политичар

### Прве године (2008–12)
Карић је предводио изборну листу под називом Зелени Обреновац на локалним изборима у Србији 2008. године, кандидујући се за изборе за Скупштину општине Обреновац. Листа је за длаку промашила прелазак изборног цензуса за заступање у скупштини.
Зелени Србије су основани 2007. године, али су углавном били неактивни до 2010. године, када су све странке у Србији морале да се поново региструју. Странка је постала место окупљања за друге зелене странке и невладине организације током процеса поновне регистрације и појавила се као много кохезивнија организација. Карић је постао лидер странке у овом периоду. У интервјуу за Време у јуну 2010. године, сместио је странку у модерну европску зелену традицију, рекавши: „баш као што су нам потребни алтернативни извори енергије, тако нам је потребна и нова енергија у политици.“

### Народни посланик (2012–17)
Зелени је потписао споразум о сарадњи са Демократском странком Бориса Тадића у априлу 2012. године, пристајући да подржи ДС на свим нивоима власти на предстојећим изборима у Србији, док ће сарађивати са ДС на разним иницијативама за заштиту животне средине. Карић је о споразуму рекао: „Желимо да будемо партнер Демократске странке, која ће водити Србију на њеном европском путу.“
Добио је педесет друго место на изборној листи Избор за бољи живот коју је предводила ДС на парламентарним изборима у Србији 2012. године и изабран је за првог представника странке у скупштини када је листа освојила шездесет седам места. Коалиција Покренимо Србију, предвођена Српском напредном странком (СНС), победила је на изборима, а потом је формирала коалициону владу са Социјалистичком партијом Србије и другим странкама. Карић је био у опозицији са посланичком групом Демократске странке. У свом првом мандату био је члан одбора за заштиту животне средине, заменик члана одбора за здравство и породицу и члан посланичких група пријатељства са Аустријом, Немачком, Холандијом, Словенијом и Малтешким витешким редом.
Након уласка у парламент, Карић је позвао српску владу да оснује посебно министарство заштите животне средине, напомињући да се више од шездесет процената преговора земље са Европском унијом (ЕУ) односи на пољопривреду и екологију. Позвао је српску владу да продужи мораторијум земље на нуклеарну енергију крајем 2012. године, након што је председник Српске академије наука и уметности рекао да ће бити преиспитан за три године. Карић је цитиран рекавши: „Јапан можда има најнапреднију технологију [на свету], али чак ни та технологија не би могла да издржи земљотрес и цунами. Нуклеарне електране у Европи пролазе кроз ригорозне тестове и већина њих не би издржала озбиљан земљотрес.“ Касније је рекао да би Србија требало да одложи преговоре о придруживању Светској трговинској организацији (СТО) уместо да подлегне притиску те организације да поништи забрану генетски модификоване хране.
Демократска странка се поделила почетком 2014. године, а Тадић је предводио отцепљену групу која се првобитно звала Нова демократска странка (НДС). Пошто није било времена да се НДС региструје пре парламентарних избора 2014. године, Тадић је постигао споразум да се његова странка колективно придружи Зеленима Србије, а странка је преименована уНова демократска странка – Зелени. Карић је остао номинални председник странке, иако је општеприхваћено да је Тадић њен стварни лидер. Реструктурирана странка НДС–Зелени је учествовала на изборима 2014. године на челу шире коалиције око Тадићевог вођства. Карић је освојио тринаесто место на листи коалиције и поново је изабран када је листа освојила осамнаест мандата. Савез НДС–Зелени је увек био замишљен као краткорочни аранжман, а странке су се поново раздвојиле након избора (иако је у почетку било контроверзи око тога како ће се то догодити).
СНС је освојио већинску победу 2014. године и након тога је формирао нову коалициону владу са социјалистима и другим странкама. Зелени су остали у опозицији. Карић је био члан посланичке групе Тадићеве странке, која је крајем 2014. године преименована у Социјалдемократску партију (СДС). У том мандату био је заменик председника Одбора за заштиту животне средине, члан Одбора за економију, заменик члана Одбора за пољопривреду, председник посланичке групе пријатељства Србије са Норвешком и члан група пријатељства са Аустријом, Немачком и Холандијом. Поздравио је победу Сиризе на грчким парламентарним изборима у јануару 2015. године, рекавши да је та победа важна за Балкан и за Европу.
У фебруару 2016. године, Карић је напустио посланичку групу Социјалдемократске партије да би се придружио посланичкој групи Социјалистичке партије Србије. Објављујући своју одлуку, рекао је да је Зеленима „заједничка вредностна одредница“ са СПС-ом „идеја социјалдемократије и одрживог развоја“. Зелени се такмичио на парламентарним изборима у Србији 2016. године као део листе СПС-а; Карић се појавио на деветом месту и поново је изабран када је листа освојила двадесет девет места. Напредњаци су освојили још једну већинску владу и поново формирали коалицију са социјалистима, а Карић је био присталица владе. У свом трећем мандату, био је члан одбора за заштиту животне средине, заменик члана одбора за просторно планирање и одбора за европске интеграције, заменик члана делегације Србије у Парламентарној скупштини Организације за безбедност и сарадњу у Европи (ПС ОЕБС), поново вођа њене групе пријатељства са Норвешком и члан група пријатељства са Аустралијом, Аустријом, Канадом, Кином, Данском, Немачком, Грчком, Ираном, Холандијом и Јужном Африком.
Кружиле су гласине да ће се Карић кандидовати на председничким изборима у Србији 2017. године, иако се то на крају није догодило.

### Државни секретар (2017–22)
Србија је основала ново министарство заштите животне средине у јуну 2017. године. 6. октобра исте године, Карић је именован за државног секретара у министарству Био је обавезан да поднесе оставку на место у парламенту због прихватања ове позиције, а његова оставка је ступила на снагу 9. октобра.
Карићева главна одговорност као државног секретара била је надгледање преговора о усклађености Србије са Поглављем 27 (животна средина и климатске промене) у процесу приступања Европској унији. Своје приоритете је изложио у детаљном чланку објављеном у часопису CorD у марту 2018. године; између осталог, написао је да ће Србија морати да „обрати посебну пажњу на своје превентивне активности у области заштите животне средине и принцип 'загађивач плаћа'“ у будућности. У наставку чланка у јуну 2019. године, рекао је да је Поглавље 27 технички најкомпликованије и најскупље поглавље у преговорима Србије са ЕУ, са преко двеста прописа које је потребно спровести. Србија је коначно поднела своју преговарачку позицију у јануару 2020. године.
У новембру 2018. године, Карић је изјавио да је његово одељење саставило нови закон којим се забрањује изградња малих хидроелектрана у заштићеним подручјима.
Српска напредна странка је освојила још једну већинску победу на парламентарним изборима у Србији 2020. године (на којима Карић није био кандидат) и након тога је формирала још једну коалициону владу са социјалистима. Карић је након избора потврђен за још један мандат државног секретара. Наставио је да надгледа преговоре Србије у вези са Поглављем 27, а у априлу 2021. године је приметио да ће приступање ЕУ омогућити Србији да побољша и усклади своје еколошке стандарде. Такође је назначио своју подршку Зеленој агенди за Западни Балкан у овом периоду.

### Повратак у парламент (2022–тренутно)
Зелени Србије наставили су савез са социјалистима на парламентарним изборима у Србији 2022. године. Карић се појавио на осамнаестом месту на листи СПС-а и поново је изабран када је листа освојила тридесет једно место. СНС је освојио већинску победу и поново је формирао коалициону владу са социјалистима; овог пута, Карић није поново именован за државног секретара, већ је поново служио као посланик у посланичкој групи СПС-а. У свом четвртом мандату био је члан одбора за заштиту животне средине, заменик члана одбора за пољопривреду и одбора за европске интеграције, и члан група пријатељства Србије са Анголом, Аустријом, Данском, Етиопијом, Немачком, Грчком, Либеријом, Норвешком, земљама Југоисточне Азије (Брунеј Дарусалам, Сингапур, Тајланд и Источни Тимор), Суданом, Тринидадом и Тобагом и Тунисом.
Карић је поново освојио осамнаесто место на коалиционој листи СПС-а на парламентарним изборима 2023. године и поново је изабран када је листа освојила тачно осамнаест места. Социјалисти су наставили своје учешће у влади Србије коју предводи СНС након избора, а Карић је поново присталица владе. Члан је одбора за заштиту животне средине; заменик члана одбора за пољопривреду, одбора за права детета и одбора за људска и мањинска права и равноправност полова; заменик члана делегације Србије у Парламентарној скупштини НАТО-а (где Србија има статус посматрача); и члан група пријатељства Србије са Јерменијом, Аустријом, Белорусијом, Бразилом, Чешком, Грчком, Италијом и Светом столицом, Никарагвом, Норвешком, Португалом, Словачком, Јужном Корејом и Шпанијом.